# Educarchile
Educarchile es un sitio digital educativo chileno, mantenido y financiado conjuntamente por el Ministerio de Educación de Chile y la Fundación Chile.
Fue creado en el año 2001 usando como base dos diferentes proyectos del Ministerio de Educación y de la Fundación Chile, con el propósito de implementar en el ciberespacio un "extendido centro educativo de consultas para profesores, investigadores, estudiantes, y familias".